# Stazione di Tora-Presenzano
La stazione di Tora-Presenzano è una stazione ferroviaria posta sulla linea Roma-Napoli via Cassino. È gestita da RFI, posta nel territorio del comune di Presenzano e serve l'omonimo comune e quello di Tora e Piccilli.

## Storia
La stazione è stata inaugurata nel 1861, in occasione dell'inaugurazione della tratta che collegava Capua e Tora-Presenzano, prolungata nel 1863 fino a Ceprano e poi fino a Roma. Inizialmente, nonostante la distanza dai centri abitati serviti, poteva contare su una discreta frequentazione, poi diminuita con l'avvento del trasporto su gomma e, negli anni 1990, la chiusura dello scalo merci.

## Strutture e impianti
La stazione dispone di 2 binari passanti utilizzati per il servizio viaggiatori, più altri 2 binari e alcuni tronchini per il movimento di mezzi di servizio. Ancora visibile è l'edificio dismesso dello scalo merci.

## Movimento
La stazione è servita da treni regionali svolti da Trenitalia nell'ambito del contratto di servizio stipulato con la regione Campania.
Nel 2007, il traffico giornaliero medio nella stazione era di 80 unità.

## Servizi
- Sala d'attesa